# Pierre Poilievre
Pierre Marcel Poilievre (Calgary, 3 giugno 1979) è un politico canadese, leader del Partito Conservatore del Canada e dell'opposizione dal 10 settembre 2022.
Ha guidato i conservatori alle elezioni del 2025, in cui il partito ha confermato la collocazione al secondo posto. In seguito alla tornata elettorale, che ha visto il seggio di Poilievre vinto da un altro partito, la guida dell'opposizione è passata temporaneamente ad Andrew Scheer. In seguito a un'elezione suppletiva Poilievre ha riottenuto un seggio e il ruolo di capo dell'opposizione. 

## Carriera
Nel 2004, a 25 anni, è stato eletto nella Camera dei comuni. Tra il 2006 e il 2015 ha fatto parte del governo di Stephen Harper. Nel 2022 viene eletto come leader del partito.
Dal 2023 il Partito Conservatore ha iniziato a guadagnare consensi nei sondaggi, principalmente a causa della progressiva erosione della popolarità dell'esecutivo di Justin Trudeau. I consensi sono culminati all'inizio del 2025, periodo durante il quale il partito aveva un vantaggio di oltre 20 punti percentuali rispetto all'uscente Partito Liberale.
Il vantaggio si è però consumato nei primi mesi del 2025 a causa di tre rapidi cambiamenti: le dimissioni del Primo ministro uscente Justin Trudeau, l'inizio della seconda presidenza di Donald Trump e la nomina a capo di governo dell'economista Mark Carney. A seguito di questi cambiamenti i sondaggi hanno visto un marcato effetto di rimbalzo dei liberali, con qualche punto percenetuale proveniente dai conservatori ma principalmente dovuto al crollo del Nuovo Partito Democratico e di partiti minori.
In tale contesto Poilievre ha guidato i conservatori alle elezioni anticipate del 2025, che hanno confermato il governo di minoranza liberale dell'uscente Mark Carney. Nonostante la mancata vittoria prevista dai sondaggi dei mesi precedenti, il partito ha registrato un sensibile aumento di voti e seggi, in un'elezione spiccatamente bipartitica in cui i due principali partiti hanno assorbito molte più preferenze della media a discapito delle altre formazioni.
La dualità del risultato, in quanto aumento sensibile ma non ai livelli previsti durante il governo Trudeau, ha acceso dibattiti all'interno del partito riguardo la leadership di Poilievre e la direzione del Partito Conservatore. Tali discussioni sono state accentuate dalla sconfitta del capopartito nel proprio seggio, e la sua conseguente perdita del ruolo di opposizione ufficiale. La perdita del seggio è stata un ribalto ampiamente imprevisto, in quanto Poilievre aveva rappresentato la circoscrizione ininterrottamente dal 2004 all'elezione del 2025.
Poilievre ha poi confermato l'intenzione di rimanere alla guida dei conservatori. Un altro parlamentare del partito, eletto in una circoscrizione dall'elettorato fortemente conservatore, si è ritirato per far scattare un'elezione suppletiva, che ha fatto tornare Poilievre in parlamento.

## Linea politica

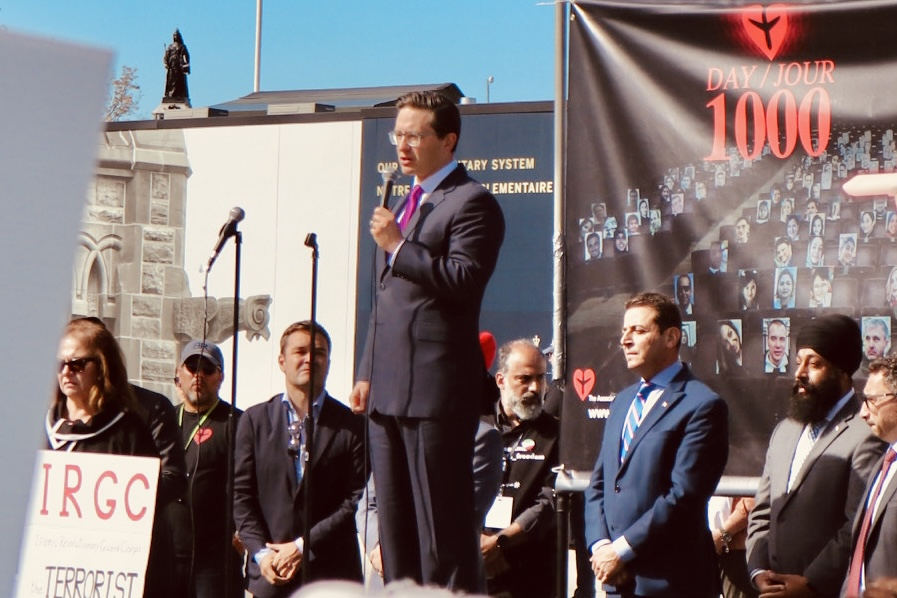
Poilievre ad una protesta nel 2022

Leader del Partito Conservatore, Poilievre rappresenta l'ala destra del partito.
In economia è fortemente critico della spesa pubblica dei Liberali, preferendo un pareggio di bilancio, e per raggiungerlo ha proposto una riduzione delle tasse in contemporanea a pesanti tagli allo stato sociale e ai servizi pubblici. Ha inoltre mosso critiche all'operato della Banca centrale canadese. Si dichiara contrario alle ecotasse sul carbonio.
Favorevole all'aborto, si è dichiarato contrario a qualsiasi legge per regolamentarlo a livello federale, mantenendo quindi la de facto legalità in Canada. Negli anni 2000 ha votato contro il matrimonio per le coppie dello stesso sesso, ma come leader del partito ha cambiato posizione, diventando favorevole al mantenimento della legge. Su entrambe le questioni Poilievre ha riaffermato le sue posizioni favorevoli nonostante le dichiarazioni di parlamentari conservatori contrari.
Si è schierato a sostegno del Convoglio delle libertà, la manifestazione di camionisti che ha bloccato Ottawa per protestare contro le restrizioni per la pandemia di COVID-19.
In politica estera è un forte sostenitore di Ucraina e Israele. Ha dichiarato il suo sostegno per lo stato israeliano nei conflitti contro la Palestina, contro Hezbollah e contro l'Iran, e per la rivendicazione delle alture del Golan.